# Bruce Johnston
Bruce Arthur Johnston, geboren als Benjamin Baldwin, (Peoria (Illinois), 27 juni, 1942) is een Amerikaanse muzikant en componist, die bekend werd als lid van The Beach Boys vanaf april 1965 als vervanger van Brian Wilson voor live-concerten.

## Jeugd
De geadopteerde Bruce Johnston groeide op in Beverly Hills en bespeelde een veelvoud aan instrumenten, waaronder basgitaar, gitaar, keyboard en drums en zong ook.

## Carrière
Johnston was vooreerst lid van de band van Ritchie Valens. In 1959 bracht hij met zijn vriend Terry Melcher het door hem geschreven nummer Take This Pearls uit. Daarna begon hij te werken als studiomuzikant, componist en producent, onder andere voor Sandy Nelson en Ron Holden. Het eerste commerciële succes had Johnston in 1961 met de band Little Caesar & the Romans, die de door Johnston gearrangeerde single Those Oldies But Goodies (Remind Me Of You) (#9) in de Billboard-hitlijst brachten. Het daaropvolgende jaar bracht Johnston onder zijn naam twee singles uit.
In 1963 bracht hij twee soloalbums uit en werkte hij opnieuw samen met Terry Melcher. Vervolgens brachten ze onder de naam The Hotdoggers een album uit en vier maanden later noemden ze zich The Rip Chords en hadden ze met Hey Little Cobra (#4) een hitsucces in de Billboard-hitlijst. Tot 1967 bracht hij met Terry Melcher, meestal onder wisselende bandnamen, talrijke albums en singles uit. Johnston werkte aan veel verdere studio-projecten, meestal als songwriter en producent.

## Als lid van The Beach Boys
In 1965 werd Johnston lid van The Beach Boys. Aanvankelijk was hij alleen betrokken bij tournees van de band en werkte hij verder als zanger, componist en producent voor andere bands. Bij de song California Girls was hij ook voor de eerste keer in de studio vertegenwoordigd. Bij God Only Knows zingt hij een stem in de afnemende wijs. Een jaar daarna telde alleen nog maar de band. Op het album 20/20 (1969) trad Johnston voor de eerste keer als componist en producent voor The Beach Boys in verschijning.
In 1972 werd hij nog tijdens een concert ontslagen door de band, nadat hij had geruzied met de bandmanager. Hij was echter verder als achtergrondzanger op de volgende albums actief.

## Als producent en songwriter
Na zijn afscheid van The Beach Boys begon hij opnieuw als componist, producent en studiomuzikant te werken. Hij werkte van 1972 tot 1979 onder andere met Cass Elliot, Roger McGuinn, America, Elton John, David Cassidy, Art Garfunkel, Pink Floyd, Captain & Tennille en Papa Doo Run Run. Midden jaren 1970 nam hij met zijn vroegere metgezel Terry Melcher een album op. In 1977 lukte hem zijn grootste succes als songwriter met het nummer I Write the Songs, dat hij schreef voor Barry Manilow. De song werd een nummer 1-hit en Johnston werd daarvoor onderscheiden met een Grammy Award voor de single van het jaar. In hetzelfde jaar bracht hij het soloalbum Goin' Public uit, dat echter matig verkocht werd. De single Pipeline bereikte de 33e plaats in de Britse hitlijst. Het bleef tevens Johnstons enige hitnotering.

## Weer The Beach Boys
Na het winnen van de Grammy Award werd Johnston weer interessant voor The Beach Boys, waardoor hij in 1979 het aanbod kreeg om hun volgende album Light Album te produceren. Tijdens het daaropvolgende jaar produceerde hij voor de band het album Keeping the Summer Alive, deze keer echter als volwaardig lid van de band. Beide albums verkochten zeer slecht, waardoor hij van dan af aan niet meer als producent werkzaam werd. Bruce Johnston toert tegenwoordig met Mike Love onder de naam The Beach Boys.
Op 5 september 2011 verscheen het door Johnston geproduceerde comeback-album van Doris Day.

## Onderscheidingen
In 2000 kreeg Johnston met de nog levende Beach Boys Brian Wilson, Al Jardine en Mike Love een Grammy Award voor hun levenswerk.

## Discografie

### Solo-albums
- 1963: Surfers Pyjama Party
- 1963: Surfin round the world (instrumentaal)
- 1963: Surfin USA als Hot Doggers (met Terry Melcher)
- 1964: Rev-UP mit Vettes
- 1964: Hey Little Cobra And Other Hot Rod Hits als Rip Chords
- 1964: Three window coupe als Rip Chords
- 1977: Goin' Public

### Meer
- 1967: Graham Bonney - Thank you baby (songwriter, producent)
- 1973: Roger McGuinn - Roger McGuinn (piano, achtergrondzang)
- 1974: Terry Melcher - Terry Melcher (producent, achtergrondzang, songwriter)
- 1974: Elton John - Don't let the sun go down on me (achtergrondzang)
- 1974: Bill House - Give me a break (producent, achtergrondzang, zangarrangeur)
- 1975: Terry & Bruce - Take it to Mexico (producent)
- 1975: Barry Mann - Surviver (producent)
- 1975: David Cassidy - The higher they climb, the harder they fall (producent, zang, piano, arrangeur)
- 1975: Art Garfunkel - Breakaway (piano, achtergrondzang)
- 1976: David Cassidy - Home is where the heart is (producent, arrangeur, achtergrondzang)
- 1976: David Cassidy - Breaking down (producent)
- 1976: Elton John - Blue Moves (achtergrondzang)
- 1976: Terry Melcher - Royal Flash (producent, achtergrondzang)
- 1977: Jack Jones - The full life (producent, arrangeur, zang, piano)
- 1977: Dennis Wilson - Pacific Ozean Blue (achtergrondzang)
- 1977: Sailor - Checkpoint (producent)
- 1977: Eric Carmen - Boats against the Current (achtergrondzang)
- 1978: The Captain & Tenille (achtergrondzang)
- 1979: Beach Boys - Light Album (producent)
- 1979: Pink Floyd - The Wall (achtergrondzang)
- 1980: Elton John - Dear God (achtergrondzang, arrangeur)
- 1980: The Tremblers - Twice Nights (uitvoerend producent)

- Gemeinsame Normdatei: 135101468
- International Standard Name Identifier: 0000 0001 2059 5441
- Library of Congress Control Number: n95049349
- Nationale Bibliotheek van Letland: 000140074
- MusicBrainz: 38bcc90c-2a59-4e62-ac5a-8034cd49ae44
- Nationale Bibliotheek van Israël: 987007429772705171
- Virtual International Authority File: 4211149296238680670004